# Vzdělávací systém na Ukrajině
Systém vzdělávání na Ukrajině je víceúrovňový a zahrnuje předškolní, základní střední, odborné (odborně-technické), předvysoké odborné a vysoké vzdělávání. Vzdělávání na Ukrajině je regulováno zákony a normativními dokumenty schválenými Ministerstvem školství a vědy Ukrajiny (Ministerstvo osvity a nauky Ukrainy, MON). Podle zákona Ukrajiny o vzdělávání je vzdělání základem intelektuálního, duchovního, fyzického a kulturního rozvoje osobnosti, její socializace, ekonomické prosperity a rozvoje společnosti a státu.
Cílem vzdělávání je všestranný rozvoj člověka, jeho talentů, intelektuálních, tvůrčích a fyzických schopností, formování hodnot a potřebných kompetencí, výchova odpovědných občanů, kteří zaměřují svou činnost na prospěch společnosti, obohacování intelektuálního, ekonomického, tvůrčího a kulturního potenciálu Ukrajiny k zajištění jejího udržitelného rozvoje a evropské volby. V roce 2021 na Ukrajině fungovalo 15 tisíc zařízení předškolního vzdělávání, 13 991 zařízení základního středního vzdělávání, 670 zařízení odborného (odborně-technického) vzdělávání, 283 zařízení odborného předvysokého vzdělávání a 347 zařízení vysokého vzdělávání.

## Struktura vzdělávacího systému
| Složka                                                  | Úroveň                                                                | Stupeň, kvalifikace nebo vzdělávací-kvalifikační úroveň           | Rozsah programu (kredity ECTS1), doba studia | Národní rámec kvalifikací |
| ------------------------------------------------------- | --------------------------------------------------------------------- | ----------------------------------------------------------------- | --- | ------------------------- |
| Předškolní vzdělávání                                   |                                                                       |                                                                   | |                           |
| Úplné všeobecné střední vzdělání                        | První stupeň základního vzdělávání                                    | -                                                                 | 4 roky | 1. úroveň                 |
| Úplné všeobecné střední vzdělání                        | Druhý stupeň základního vzdělávání                                    | -                                                                 | 5 let | 2. úroveň                 |
| Úplné všeobecné střední vzdělání                        | Profilové střední vzdělávání                                          | -                                                                 | 3 roky2 | 3. úroveň                 |
| Mimoškolní vzdělávání                                   | Mimoškolní vzdělávání                                                 | -                                                                 | - | 1.-3. úroveň              |
| Specializované vzdělání                                 |                                                                       |                                                                   | |                           |
| Odborné (odborné-technické) vzdělávání3                 | První (počáteční) úroveň odborného (odborně-technického) vzdělávání   | Pracovní kvalifikace; Kvalifikovaný pracovník; Mladší specialista | Regulováno standardy odborného (odborně-technického) vzdělávání | 2. úroveň                 |
| Odborné (odborné-technické) vzdělávání3                 | Druhá (základní) úroveň odborného (odborně-technického) vzdělávání    | Pracovní kvalifikace; Kvalifikovaný pracovník; Mladší specialista | Regulováno standardy odborného (odborně-technického) vzdělávání | 3. úroveň                 |
| Odborné (odborné-technické) vzdělávání3                 | Třetí (vyšší) úroveň odborného (profesně-technického) vzdělání        | Pracovní kvalifikace; Kvalifikovaný pracovník; Mladší specialista | Regulováno standardy odborného (odborně-technického) vzdělávání | 4.–5. úroveň              |
| Odborné předvysokoškolské vzdělávání3                   | Odborné předvysokoškolské vzdělávání                                  | Odborný mladší bakalář                                            | Odborně-vzdělávací program: 240 kreditů na základě druhého stupně základního vzdělávání; 120-180 kreditů na základě úplného všeobecného středního vzdělávání (profilové střední vzdělávání) | 5. úroveň                 |
| Vysokoškolské vzdělávání                                | Počáteční úroveň (krátký cyklus) vysokoškolského vzdělávání           | Mladší bakalář4                                                   | Odborně-vzdělávací program – 120 kreditů | 5. úroveň                 |
| Vysokoškolské vzdělávání                                | První (bakalářská) úroveň vysokoškolského vzdělávání                  | Bakalář                                                           | Odborně-vzdělávací program – 180-240 kreditů | 6. úroveň                 |
| Vysokoškolské vzdělávání                                | Druhá (magisterská) úroveň vysokoškolského vzdělávání                 | Magistr                                                           | Odborně-vzdělávací program – 90-120 kreditů | 7. úroveň                 |
| Vysokoškolské vzdělávání                                | Druhá (magisterská) úroveň vysokoškolského vzdělávání                 | Magistr                                                           | Vědecko-vzdělávací program – 120 kreditů (výzkumná složka – nejméně 30%) | 7. úroveň                 |
| Vysokoškolské vzdělávání                                | Druhá (magisterská) úroveň vysokoškolského vzdělávání                 | Magistr lékařského, farmaceutického nebo veterinárního směru      | Vzdělávací program – 300-360 kreditů | 7. úroveň                 |
| Vysokoškolské vzdělávání                                | Třetí (vědecko-pedagogická/tvůrčí) úroveň vysokoškolského vzdělávání6 | Doktor filozofie                                                  | Příprava v doktorském studiu – 4 roky, vzdělávací složka vědecko-vzdělávacího programu – 30-60 kreditů                                                                                      | 8. úroveň                 |
| Vysokoškolské vzdělávání                                | Třetí (vědecko-pedagogická/tvůrčí) úroveň vysokoškolského vzdělávání6 | Doktor umění                                                      | Příprava v tvůrčím doktorském studiu – 3 roky, vzdělávací složka tvůrčího programu – 30-60 kreditů                                                                                          | 8. úroveň                 |
| Vzdělávání dospělých, včetně postgraduálního vzdělávání | Vzdělávání dospělých, včetně postgraduálního vzdělávání               | Částečné kvalifikace                                              | |                           |

1 Evropský kreditní systém přenosu kreditů;
2 V souladu se zákonem Ukrajiny "O vzdělávání" (čl. 3-4, bod 3, oddíl XII) začíná výuka žáků podle programů dvanáctiletého úplného všeobecného středního vzdělání:
- pro základní vzdělání – od 1. září 2018;
- pro druhý stupeň základního vzdělání – od 1. září 2022;
- pro profilové střední vzdělání – od 1. září 2027.

Do roku 2027 je zavádění vzdělávacích programů tříleté profilové školy možné na základě rozhodnutí MON (Ministerstvo školství a vědy Ukrajiny).
3 Programy mohou být integrovány s programy profilového středního vzdělání. Vzdělávací programy pro primární odbornou přípravu, odborné-technické vzdělávání, včetně rekvalifikace nebo zvýšení kvalifikace pracovníků v průběhu života, mohou být zaměřeny na získání úplných a/nebo částečných odborných kvalifikací;
4 Diplom o vysokoškolském vzdělání s kvalifikační úrovní mladšího specialisty (počáteční vysokoškolské vzdělání) je rovnocenný diplomu o vysokoškolském vzdělání s odborným stupněm mladšího bakaláře. Poslední přijímání ke studiu pro získání vysokoškolského vzdělání s kvalifikační úrovní mladšího specialisty proběhlo v roce 2019;
5 Studium pro získání magisterského stupně v lékařském, farmaceutickém nebo veterinárním oboru na základě úplného všeobecného středního vzdělání nebo kvalifikační úrovně mladšího specialisty se považuje za současné získání stupňů bakaláře a magistra (integrované programy);
6 Příprava kandidátů věd, zahájená vysokoškolskými institucemi do 1. září 2016, pokračovala v rámci stanovené legislativy. Do 31. prosince 2020 byl na základě obhajoby disertačních prací udělován uchazečům vědecký titul kandidáta věd a vydáván diplom kandidáta věd. Tato lhůta může být prodloužena v případě akademické nebo sociální dovolené, vojenské služby nebo dlouhodobé nemoci.

## Předškolní vzdělávání
Předškolní vzdělávání na Ukrajině není povinné, rodiče se mohou sami rozhodnout, zda dítě pošlou do mateřské školy, nebo zajistí jeho rozvoj doma. Předškolní vzdělávání může probíhat ve státní nebo soukromé mateřské škole. Úkoly předškolního vzdělávání jsou zachování a posílení zdraví dítěte, výchova lásky k Ukrajině a úcty k rodině, národním tradicím a jazykům, formování osobnosti a tvůrčích schopností, zajištění sociální adaptace a připravenosti na další vzdělávání a také sociálně-pedagogický patronát rodiny.
Typy zařízení předškolního vzdělávání
- Jesle: Pro děti ve věku od 1 do 3 let;
- Jesle-školka: Pro děti ve věku od 1 do 6 (7) let;
- Mateřská škola: Pro děti ve věku od 3 do 6 (7) let;
- Jesle-školka kompenzačního typu: Pro děti se speciálními vzdělávacími potřebami ve věku od 2 do 7 (8) let, dělí se na speciální a sanatorní;
- Dětský domov: Pro zdravotní a sociální ochranu dětí-sirotků a dětí, které přišly o rodičovskou péči, stejně jako dětí s fyzickými a/nebo intelektuálními poruchami, od narození do 3 let (zdravé děti) a do 4 let (nemocné děti);
- Zařízení předškolního vzdělávání (dětský domov) internátního typu: Pro děti-sirotky a děti, které přišly o rodičovskou péči, předškolního a školního věku;
- Jesle-školka rodinného typu: Pro děti ve věku od 2 měsíců do 6 (7) let, které jsou v rodinných vztazích;
- Jesle-školka kombinovaného typu: Pro děti ve věku od 1 do 6 (7, 8) let. Ve složení mohou být skupiny obecného rozvoje, kompenzačního typu, inkluzivní, rodinné, procházkové;
- Centrum rozvoje dítěte: Zajišťuje fyzický, mentální a psychologický rozvoj, korekci psychologického a fyzického rozvoje, ozdravění dětí, které navštěvují jiná vzdělávací zařízení nebo jsou vychovávány doma.[5]

## Úplné všeobecné střední vzdělání
Všeobecné střední vzdělávání je na Ukrajině povinné a střední vzdělávání lze získat prezenční (denní), distanční, síťovou, externí, rodinnou (domácí) formou nebo formou pedagogického patronátu, a také prezenční (večerní) nebo dálkovou formou (na úrovních základního aprofilového středního vzdělávání). Profilové střední vzdělávání odborného zaměření lze získat duální formou vzdělávání.
Typy vzdělávacích institucí zajišťujících úplné všeobecné střední vzdělání
- Základní škola: zajišťuje získání základního vzdělání;
- Gymnázium: zajišťuje získání základního středního vzdělání;
- Lycée: zajišťuje získání profilového středního vzdělání.[6]

Etapy
I – Primární vzdělávání (1.–4. třídy)
Děti obvykle ve věku od 6 do 10 let. Tato etapa trvá 4 roky a je povinná pro všechny děti a končí složením státní závěrečné zkoušky (Derzhavna pidsumkova atestatsia (DPA));;
II – Základní střední vzdělávání (5.–9. třídy): III – Profilové střední vzdělávání (10.–11. třídy, nebo do 12. třídy v novém systému)
Děti ve věku od 10 do 15 let. Tato etapa trvá 5 let a je také povinná. Po dokončení 9. třídy skládají žáci zkoušku (DPA) a získávají osvědčení o získání základního středního vzdělání a přílohu k osvědčení, ve které jsou uvedeny dosažené známky za studijní úspěchy. Absolventům s vynikajícími výsledky ve studiu se vydává osvědčení o získání základního středního vzdělání s vyznamenáním.
III – Profilové střední vzdělávání (10.–11. třídy, nebo do 12. třídy v novém systému[zdroj⁠?!])
Děti ve věku od 15 do 18  let. Trvá 3 roky a končí složením externí nezávislé zkoušky (zovnishne nezalezhne otsiniuvannia (ZNO)) jejíž výsledky se používají pro přijetí na vysoké školy.  Po dokončení 11. (12.) třídy absolvent získá osvědčení o úplném všeobecném vzdělání a přílohu se známkami za školní rok, DPA a ZNO.

## Možnosti pokračování ve studiu po základním vzdělání (9. třída)
1) Pokračování ve všeobecném středním vzdělání
Absolventi mohou pokračovat ve studiu v 10.–11. (nebo 12.) třídách, aby získali úplné všeobecné střední vzdělání na běžných školách, gymnáziích nebo lyceích.
2) Odborné vzdělávání
Odborné (odborně-technické) vzdělávání má tři stupně, které se liší složitostí profesí a vzdělávací-kvalifikační úrovní. Každý stupeň má teoretickou a praktickou část a je potvrzen přidělením vzdělávací-kvalifikačních úrovní: „kvalifikovaný pracovník“ nebo „mladší specialista“. Podle stupňů odborného vzdělávání jsou stanovena tři atestační úrovně odborných vzdělávacích institucí.
a) První stupeň 
Typy zařízení:
- vzdělávací kurzy určitého profesního zaměření;
- odborné školy;
- vzdělávací-kurzová centra;
- autoškoly;
- jiná zařízení vzdělávání rovnocenná těmto.[9]

Zvláštnosti:
- Vzdělávání na prvním stupni nevyžaduje základní nebo úplné všeobecné střední vzdělání;
- Normativní délka vzdělávání nepřesahuje 1 rok;
- Vzdělávání končí kvalifikační atestací s přidělením kvalifikace "kvalifikovaný pracovník" a vydáním osvědčení.[9]

b) Druhý stupeň
Na druhém stupni se zajišťuje formování kvalifikace pro masové dělnické profese střední technologické složitosti. Dělník samostatně vykonává typické činnosti podle stanovených časových norem.
Typy zařízení:
- odborná učiliště příslušného profilu;
- odborná umělecká učiliště;
- umělecká odborná učiliště;
- učiliště-agrofarmy;
- učiliště-závody;
- vzdělávací a výrobní centra;
- vzdělávací centra;
- další rovnocenné vzdělávací instituce.[9]

Zvláštnosti:
- Studium vyžaduje základní všeobecné střední vzdělání;
- Normativní doba studia: do 1,5 roku pro osoby s úplným všeobecným středním vzděláním; do 4 let pro ty, kteří získávají úplné všeobecné střední vzdělání;
- Studium končí kvalifikační atestací s udělením kvalifikace "kvalifikovaný dělník" a vydáním diplomu.[9]

c) Třetí stupeň
Na třetím stupni se zajišťuje formování vysoké úrovně kvalifikace pro technologicky složité, vědecky náročné profese a specializace. Dělník provádí složité operace a vytváří algoritmy činnosti v netypických situacích.
Typy zařízení:
- vyšší odborná učiliště;
- vyšší umělecká odborná učiliště;
- vyšší učiliště-agrofarmy;
- centra odborného technického vzdělávání;
- centra přípravy a rekvalifikace dělnických kádrov;
- další rovnocenné vzdělávací instituce.[9]

Zvláštnosti:
- Normativní doba studia nepřesahuje 2 roky;
- Studium končí kvalifikační atestací s udělením kvalifikace "kvalifikovaný dělník" a, v případě absolvování kurzu v akreditovaném zařízení, kvalifikace "mladší specialista" s vydáním příslušných diplomů.

- Normativní doba studia nepřesahuje 2 roky;
- Studium končí kvalifikační atestací s udělením kvalifikace "kvalifikovaný dělník" a, v případě absolvování kurzu v akreditovaném zařízení, kvalifikace "mladší specialista" s vydáním příslušných diplomů.[9]

3) Odborné předvysokoškolské vzdělávání
V roce 2019 byl přijat zákon Ukrajiny „O odborném předvysokoškolském vzdělávání“, kterým bylo schváleno vytvoření odborně-vzdělávacího stupně odborného mladšího bakaláře. První zápis do programů odborného mladšího bakaláře se uskutečnil v roce 2020. V současnosti je systém odborného předvysokoškolského vzdělávání ve fázi formování a rozvoje, postupně jsou zaváděny nástroje pro zajišťování kvality vzdělávání stanovené zákonem.
Požadavky na přijetí:
- základní střední vzdělání;
- profilové střední vzdělání (úplné všeobecné střední vzdělání) bez ohledu na dosažený profil;
- odborné (odborně-technické) vzdělání;
- odborné předvysokoškolské vzdělání;
- vysokoškolské vzdělání.[10]

Osoby, které získávají odborné předvysokoškolské vzdělání na základě základního středního vzdělání, jsou povinny současně absolvovat vzdělávací program profilového středního vzdělání odborného zaměření.
Typy institucí odborného předvysokoškolského vzdělávání:
- Odborná škola[10]

Taková škola (koledzh) může vykonávat výzkumnou, tvůrčí uměleckou a/nebo sportovní činnost, kombinovat teoretické vzdělávání s výukou na pracovištích. Odborná škola (koledzh) má právo podle licence zajišťovat získání:
- profilového středního vzdělání odborného a akademického zaměření,
- odborného (odborně-technického) vzdělání,
- počáteční úrovně (krátkého cyklu) vysokoškolského vzdělání,
- první (bakalářské) úrovně vysokoškolského vzdělání.[10]

Odborná škola (koledzh), která vykonává vzdělávací činnost v systému odborného specializovaného předvysokoškolského vzdělávání, může také zajišťovat získání základního všeobecného středního vzdělání, pokud její program zahrnuje přípravu odborného mladšího bakaláře na základě prvního stupně základního vzdělání.
- Vojenská škola (koledzh) seržantského sboru;
- Odborná škola (koledzh) se specifickými podmínkami výuky.[10]

Jedná se o instituci odborného předvysokoškolského vzdělávání nebo strukturální jednotku vysokoškolské instituce se specifickými podmínkami výuky, která vykonává vzdělávací činnost spojenou se získáním odborného předvysokoškolského vzdělání. Taková kolej může provádět aplikovaný vědecký výzkum a zajišťovat kombinaci teoretického vzdělávání s praktickou přípravou pro potřeby:
- Ministerstva vnitra Ukrajiny;
- Národní policie Ukrajiny;
- dalších ústředních orgánů výkonné moci, které realizují státní politiku v oblastech ochrany státní hranice, civilní ochrany, trestního a vězeňského systému.[10]

## Státní závěrečná zkouška
DPA (Státní závěrečná zkouška (Derzhavna pidsumkova atestatsia) je povinným závěrečným hodnocením znalostí žáků, které se provádí v zařízeních všeobecného středního vzdělávání po ukončení určité úrovně vzdělávání (4., 9., 11. (12.) třída). DPA má za cíl zhodnocení vzdělávacího procesu a posouzení úspěchů žáků.
Seznam předmětů, ze kterých se zkouška koná, a také forma jejího provedení, jsou každoročně stanovovány Ministerstvem školství a vědy Ukrajiny. V letech 2021/2022, 2022/2023 a 2023/2024 byli absolventi úplného všeobecného středního vzdělání osvobozeni od státní závěrečné zkoušky (DPA). Toto opatření bylo původně způsobeno pandemií covidu-19, která vedla k nutnosti minimalizovat rizika šíření viru během hromadných akcí, jako jsou zkoušky. Nicméně žáci mohli dobrovolně absolvovat DPA ve formě externí nezávislé zkoušky ZNO (Vnější nezávislé hodnocení (Zovnishnie nezalezhne otsiniuvannia). Později, v rokach 2022/2023 a 2023/2024, bylo toto rozhodnutí přijato v podmínkách ruské invaze, což zkomplikovalo organizaci testování.
DPA (Státní závěrečná zkouška) pro žáky 4. ročníků
1. Ukrajinský jazyk;
2. Matematika;
3. Jazyk národní menšiny nebo jazyk původního obyvatelstva (ve třídách, kde se vyučuje jazyk národní menšiny nebo původního obyvatelstva, na základě žádosti jednoho z rodičů a rozhodnutí pedagogické rady, schváleného příkazem ředitele školy).

DPA (Státní závěrečná zkouška) pro žáky 9. ročníků
1. Ukrajinský jazyk;
2. Matematika;
3. Jeden z vyučovacích předmětů ze seznamu (na základě rozhodnutí pedagogické rady vzdělávací instituce, schváleného příkazem ředitele vzdělávací instituce):

- Pro žáky tříd s ukrajinským vyučovacím jazykem, ve kterých se nevyučuje jazyk národní menšiny nebo původního obyvatelstva: (Biologie, Světové dějiny, Geografie, Světová literatura, Cizí jazyk (v souladu s vzdělávacím programem instituce), Informatika, Dějiny Ukrajiny, Základy práva, Ukrajinská literatura, Fyzika, Chemie).[14]

- Pro žáky tříd s výukou nebo studiem jazyka národní menšiny: Biologie, Světové dějiny, Geografie, Literatura, Cizí jazyk (v souladu s vzdělávacím programem instituce), Informatika, Integrovaný kurz „Literatura“, Dějiny Ukrajiny, Jazyk národní menšiny, Jazyk původního obyvatelstva, Základy práva, Ukrajinská literatura, Fyzika, Chemie. [14]

DPA pro žáky 9. ročníků je také povinná a probíhá formou písemných zkoušek, které jsou připravovány na úrovni vzdělávací instituce. Výsledky DPA jsou zohledněny při vydávání osvědčení o základním středním vzdělání.

## Vnější nezávislé hodnocení a Státní závěrečná zkouška pro 11. (12.) ročníky
ZNO (Vnější nezávislé hodnocení (Zovnishnie nezalezhne otsiniuvannia) je každoroční systém hodnocení vzdělávacích výsledků absolventů středních škol, který je současně formou státní závěrečné zkoušky (DPA) a přijímacími zkouškami na vysoké školy za účelem zajištění rovných příležitostí k vysokoškolskému vzdělání.
Účast na ZNO mohou vzít osoby, které mají nebo získají úplné střední vzdělání v aktuálním školním roce a zaregistrují se podle stanovených požadavků. ZNO (Zovnіšně nezávislé hodnocení) je každoroční systém hodnocení vzdělávacích výsledků absolventů středních škol, který je současně formou státní závěrečné zkoušky (DPA) a přijímacími zkouškami na vysoké školy za účelem zajištění rovných příležitostí k vysokoškolskému vzdělání.
Výsledky ZNO se hodnotí podle dvou stupnic:
- Hodnotící stupnice (100-200 bodů) pro všechny účastníky;
- Kriteriální stupnice (1-12 bodů) pro absolventy aktuálního roku, kteří skládají státní závěrečnou zkoušku (DPA) ve formě ZNO.[15]

V roce 2021 skládali uchazeči o úplné střední vzdělání ZNO a DPA z těchto předmětů
- Ukrajinština - povinný předmět, může být složen jako samostatný test (ukrajinština) nebo jako součást kombinovaného testu (ukrajinština a literatura). Hodnocení DPA se započítává z části testu z ukrajinštiny;
- Matematika - povinný předmět (standardní nebo profilová úroveň);
- Dějiny Ukrajiny (DPA: část testu „Období XX. – začátek XXI. století“) nebo cizí jazyk (angličtina, francouzština, němčina, španělština);
- Čtvrtý předmět pro DPA si absolventi školy vybírají sami z následujícího seznamu: dějiny Ukrajiny, biologie, geografie, fyzika, chemie, angličtina, španělština, němčina, francouzština.[16]

Absolventi roku 2021 měli možnost dodatečně vybrat pátý předmět pro složení ZNO z nabídky předmětů ZNO.
Žákům, kteří si pro DPA vybrali matematiku a/nebo cizí jazyk, byla známka DPA (podle stupnice 1–12 bodů) určena:
- Pro ty, kteří studovali matematiku a/nebo cizí jazyk na profilové úrovni, bude hodnocením DPA výsledek úkolů standardní a profilové úrovně;
- Pro ty, kteří studovali matematiku a/nebo cizí jazyk na standardní úrovni, bude hodnocením DPA výsledek úkolů standardní úrovně.[17]

Rozhodnutí o hranici „složil / nesložil“ přijímá odborná komise, po které jsou generovány výsledkové tabulky. Tabulky podle stupnice 1-12 bodů jsou vypracovány a schváleny odbornou komisí pro hodnocení vzdělávacích výsledků.
Oficiální výsledky jsou oznámeny na informačních stránkách účastníků:
- Z ukrajinštiny a ukrajinské literatury, matematiky, dějin Ukrajiny, cizích jazyků — nejpozději do 25 dnů po konání;
- Z ostatních předmětů — nejpozději do 14 dnů.[15]

## Změny ve Vnějším nezávislém hodnocení kvůli ruské invazi na Ukrajinu
V souvislosti s válkou bylo zrušeno zovnіšně nezávislé hodnocení (ZNO), ale pro vstup na vysokou školu je nutné složit národní multipředmětový test (NMT).
Národní multipředmětový test (NMT) v roce 2024 se skládá ze čtyř bloků úkolů
1. Ukrajinština - povinný blok;
2. Matematika - povinný blok;
3. Dějiny Ukrajiny - povinný blok;
4. Jeden předmět na výběr uchazeče (ukrajinská literatura, jeden z cizích jazyků (angličtina, němčina, francouzština nebo španělština), biologie, chemie, fyzika a geografie).[18]

Účastníci absolvují všechny čtyři předmětové testy v jeden den: dva před přestávkou a dva po ní. Na každý test je vyhrazena jedna hodina. Po skončení testování účastníci obdrží informace o počtu bodů získaných za každý blok. Pro přijetí na vysokou školu budou výsledky převedeny na stupnici 100-200 bodů, schválenou Ministerstvem školství a vědy Ukrajiny. Tímto způsobem účastníci po testování budou znát své výsledky pro přijetí. Pro každou specializaci jsou stanoveny koeficienty pro výsledky za každý blok NMT. Je také možné složit NMT v dodatečných termínech, mohou se ho zúčastnit ti, kteří nemohli absolvovat testování během hlavních termínů (například kvůli leteckému poplachu). Testování probíhá ve speciálně vybavených počítačových učebnách škol, jak na Ukrajině, tak v zahraničí, například v České republice.

## Vysokoškolské vzdělávání
Na Ukrajině působí vysoké školy tří hlavních typů
Univerzita
- Mnohooborová (klasická, technická) nebo oborová (profilová, technologická, pedagogická, tělesné výchovy a sportu, humanitní, teologická, lékařská, ekonomická, právnická, farmaceutická, agrární, umělecká, kulturní atd.);
- Vykonává inovativní vzdělávací činnost v různých stupních vysokoškolského vzdělávání, včetně doktora filozofie.
- Zabývá se základním a/nebo aplikovaným výzkumem;
- Je předním vědeckým a metodickým centrem, má rozvinutou infrastrukturu vzdělávacích, vědeckých a vědecko-výrobních jednotek;
- Přispívá k šíření vědeckých poznatků a vykonává kulturně-osvětovou činnost.[19]

Akademie, Institut
- Oborová (profilová, technologická, technická, pedagogická, teologická, lékařská, ekonomická, právnická, farmaceutická, agrární, umělecká, kulturní atd.);
- Vykonává vzdělávací činnost, poskytuje vysokoškolské vzdělání na prvním a druhém stupni v jedné nebo více oblastech znalostí;
- Může provádět přípravu na třetím stupni vysokoškolského vzdělávání a na vyšší vědecké úrovni v určitých oborech.
- Provádí základní a/nebo aplikovaný výzkum;
- Je předním vědeckým a metodickým centrem, má rozvinutou infrastrukturu;
- Přispívá k šíření vědeckých poznatků a kulturně-osvětové činnosti.[19]

(Koledzh)
- Vysoká škola nebo strukturální jednotka univerzity, akademie nebo institutu;
- Vykonává vzdělávací činnost související se získáním titulu bakaláře a/nebo mladšího bakaláře;
- Provádí aplikovaný výzkum a/nebo tvůrčí uměleckou činnost;
- Získává status koleje, pokud objem přípravy uchazečů o vysokoškolské vzdělání na úrovni bakaláře a/nebo mladšího bakaláře tvoří alespoň 30 % celkového licencovaného objemu.

Vysokoškolské vzdělávání na Ukrajině se skládá z rozpočtové a smluvní formy pro všechny stupně vysokoškolského vzdělávání.
Vzdělávací stupně
Počáteční úroveň (krátký cyklus) vysokoškolského vzdělávání - Mladší bakalář
- Objem programu: 120 kreditů ECTS;
- Požadavky: Úplné střední vzdělání.[20]

První úroveň - Bakalář
- Přijetí: na základě výsledků ZNO (NMT), výběrové předměty závisí na specializaci. Hodnotící seznam uchazečů se tvoří na základě soutěžního bodu pro každou specializaci s přihlédnutím k prioritám, které uchazeči stanovili, s oznámením o získání či nezískání práva na rozpočtové studium;[21]
- Objem programu: 180-240 kreditů ECTS;
- Požadavky: Úplné střední vzdělání nebo titul mladšího bakaláře/odborného předvysokoškolského vzdělání.[20]

Druhý úroveň - Magistr
Přijetí:
- Jednotná přijímací zkouška (EVI): test z cizího jazyka (angličtina, němčina, francouzština nebo španělština dle volby uchazeče);
- Jednotná odborná přijímací zkouška (EVEV): test z odbornosti;[22]

- Objem odborně-vzdělávacího programu: 90-120 kreditů ECTS;
- Objem vědecko-vzdělávacího programu: 120 kreditů ECTS (zahrnuje výzkumnou složku nejméně 30 %);
- Požadavky: Titul bakaláře.[20]

Třetí (vědecko-pedagogická/tvůrčí) úroveň
- Titul: Doktor filozofie / Doktor umění;
- Objem vzdělávací složky programu doktora filozofie: 30-60 kreditů ECTS;
- Normativní doba přípravy doktora filozofie v doktorandském studiu: 4 roky;
- Normativní doba přípravy doktora umění v tvůrčím doktorandském studiu: 3 roky;
- Požadavky: Titul magistra.[20]

Nejlepší univerzity podle ukazatelů databáze SCIVERSE SCOPUS
|  | Národní univerzita Tarase Ševčenka v Kyjevě                                              |
|  | Charkivská národní univerzita Karazina                                                   |
|  | Oděská národní univerzita Mečnikova                                                      |
|  | Národní technická univerzita Ukrajiny "Kyjevský polytechnický institut Igora Sikorského" |

## Postgraduální vzdělávání
Postgraduální vzdělávání zahrnuje:
- získání druhého (následného) vysokoškolského vzdělání - bakaláře nebo magistra v jiném oboru,
- specializaci pro získání schopnosti vykonávat úkoly v rámci oboru,
- rekvalifikaci pro získání jiné profese,
- zvyšování kvalifikace pro získání nových kompetencí,
- stáž pro získání praktických zkušeností.

Ve zdravotnictví postgraduální vzdělávání zahrnuje:
- stáž jako povinnou formu primární specializace pro lékaře a lékárníky,
- lékařskou rezidenturu pro specializaci v určitých lékařských oborech.

Postgraduální vzdělávání zajišťují instituce postgraduálního vzdělávání nebo příslušné strukturální jednotky vysokoškolských a vědeckých institucí. Po úspěšném absolvování získají absolventi odpovídající dokument o vzdělání.

## Hodnocení ve školách
Od roku 2000 platí na školách na Ukrajině 12-bodová stupnice hodnocení studijních výsledků žáků:
- 1-3 body: Počáteční úroveň;
- 4-6 bodů: Střední úroveň;
- 7-9 bodů: Dostatečná úroveň;
- 10-12 bodů: Vysoká úroveň.

Kritéria hodnocení byla schválena Nařízením Ministerstva školství a vědy Ukrajiny ze dne 13.04.2011 č. 329. Podle volby vzdělávacího zařízení může být hodnocení prováděno podle 12-bodové stupnice nebo podle vlastní stupnice, ale s určením pravidel převodu hodnocení do systému stanoveného legislativou.
Hodnocení na základní škole
- 1-2 třídy: Slovní hodnocení (hodnotící úsudek);
- 3-4 třídy: Slovní nebo úrovňové hodnocení (ústně nebo písemně).

Slovní hodnocení je vyjádřeno slovy: „má významné úspěchy“, „projevuje výrazný pokrok“, „dosahuje výsledků s pomocí dospělých“, „potřebuje pozornost a pomoc“.
Úrovňové hodnocení je označeno písmeny: Počáteční (P), Střední (S), Dostatečná (D), Vysoká (V).
Hodnocení žáků se speciálními vzdělávacími potřebami
Hodnocení je prováděno podle obecných kritérií a s přihlédnutím k individuálnímu vzdělávacímu plánu.
Předmětem hodnocení jsou práce žáků ve škole a doma a existují různé druhy kontrol:
- Ústní zkoušení: Individuální, skupinové a hromadné zkoušení.
- Písemné zkoušení: Samostatné a kontrolní práce, testování.
- Grafické zkoušení: Práce s diagramy, grafy, schématy, obrysovými mapami.
- Praktické zkoušení: Provádění experimentálních výzkumů a výukových projektů.

## Hodnocení ve vysokých školách
Kritéria hodnocení studentů na vysokých školách na Ukrajině jsou regulována různými normativními dokumenty, včetně Zákona Ukrajiny „O vysokoškolském vzdělávání“, nařízení o organizaci vzdělávacího procesu ve vysokých školách a vnitřními normativními dokumenty samotných institucí.
Systém hodnocení
- Národní stupnice hodnocení: Hlavní stupnicí pro hodnocení je stobodová stupnice (výborně, dobře, uspokojivě, neuspokojivě) s možností podrobnějšího rozdělení hodnocení.[26]
- ECTS (Evropský systém přenosu a akumulace kreditů):[26]

Stupnice hodnocení od A do F, kde:
- A je výborně;
- B Velmi dobře;
- C - Dobře;
- D - Uspokojivě;
- E - Dostatečně;
- FX - Neuspokojivě (s možností opakování zkoušky);
- F - Neuspokojivě (s povinným opakováním kurzu).

Systém hodnocený používán s určitými odlišnostmi, které stanoví každý univerzita ve svém nařízení o organizaci vzdělávacího procesu. (Například hodnocení od 50(51) do 59(60) může být v některých případech dostačující a má ekvivalent "E", v jiných případech hodnocení od 60 do 66 má ekvivalent "E").

## Státní platformy a deníky
Na Ukrajině se pro zajištění vzdělávacího procesu používá několik státních platforem. Zde jsou ty hlavní:
- Celoukrajinská škola online (VSHO) - online platforma, která nabízí videolekce, interaktivní úkoly, testy a další vzdělávací materiály pro žáky 5.–11. tříd, platforma byla vytvořena pro zajištění distanční výuky během karantény.[27]
- Elektronický žurnál a deník - platforma, která umožňuje vést elektronické žurnály úspěšnosti žáků a elektronické deníky pro pohodlí učitelů, žáků a jejich rodičů.[28]
- Státní vzdělávací platforma "Mrija- interaktivní systém pro správu vzdělávacího procesu, který poskytuje přístup k elektronickým učebnicím, metodickým materiálům a dalším vzdělávacím obsahům.[29] Platforma je v beta testování, nyní je připojeno 40 škol.[30]
- Platforma "Atoms" (ATOMS) - specializovaná platforma pro správu vzdělávacího procesu, která zahrnuje elektronický oběh dokumentů, systém správy vzdělávacích institucí a analytické nástroje pro monitorování a hodnocení kvality vzdělávání.[31]

Další vzdělávací a komunikační platformy
- Zoom;
- Microsoft Teams;
- Google Meet;
- Skype;
- Google Classroom;
- Moodle;
- Quizlet;
- Padlet;
- Google Docs;
- Kahoot;
- Naurok;
- Edpuzzle;
- Prezi.[32]

## Vliv na vzdělávací proces od plnohodnotné invaze Ruské federace

### Výuka v krytech

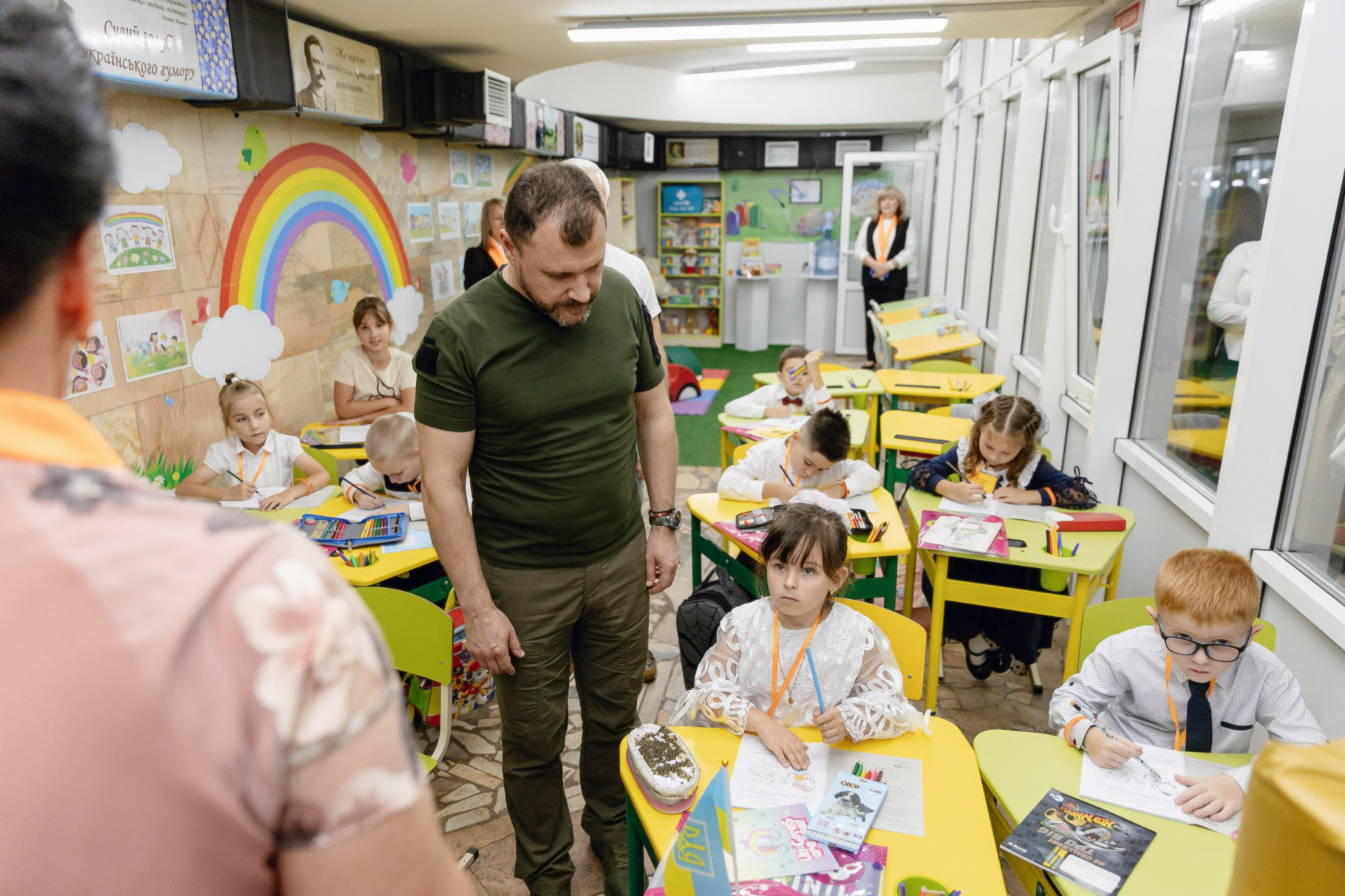
Školní vyučování v charkovském metru během ruské invaze

Systém vzdělávání na Ukrajině nebyl připraven na plnohodnotnou Ruska invazi: kryty bylo třeba uvést do náležitého stavu a někteří učitelé je dokonce sami kopali nebo prohlubovali. Evakuace dětí během leteckých poplachů způsobuje stres, zvýšenou úzkost a podrážděnost. Učitelé si musí osvojit nové znalosti z psychologie stresu a jeho překonávání. Pedagogové se aktivně dělí o pracovní postupy, například pokračují ve výuce v krytech, aby odvedli pozornost dětí od negativních myšlenek. Hodně škol přešlo na distanční nebo kombinovanou výuku, zvýšil se počet dětí v domácí formě vzdělávání a externím studiu. Školy a školky s kryty v bezpečných oblastech mohou od září 2022 provádět prezenční výuku. Podle údajů MON (Ministerstvo školství a vědy Ukrajiny) mělo k 2. září kryty 64% škol, do 16. září se procento zvýšilo na 68%. Konec října ukázal, že 1 710 ukrajinských škol mělo internet v krytech. 

### Čtyři modely vzdělávání od Ministerstva školství a vědy Ukrajiny
Na začátku září MON (Ministerstvo školství a vědy Ukrajiny) představilo čtyři modely vzdělávání podle místa pobytu žáka: v oblasti daleko od bojů, v bojové zóně nebo na dočasně okupovaném území, v zahraničí, a zvlášť pro děti vnitřně přesídlených osob (VPO).
- Školy v relativně bezpečných regionech téměř nepřerušily výuku od začátku války;
- Pro žáky na bezpečných územích a vnitřně přesídlených osob (VPO) byly navrženy prezenční, distanční, rodinné (domácí), smíšené a externí formy vzdělávání;
- Pro žáky v zahraničí jsou dostupné všechny tyto formy kromě smíšené;
- Žáci v bojové zóně nebo na okupovaných územích mohou studovat podle ukrajinského programu distančně, distančně-externě nebo v rodinné formě.[33]

Masový odjezd Ukrajinců do zahraničí vyvolal krizi ve vzdělávacím systému. V prosinci Centrum ekonomických strategií uvedlo, že v EU studuje přibližně 43 % ukrajinských dětí. Učitelé, kteří odjeli do zahraničí, museli řešit problémy se svými pracovními podmínkami. K 14. dubnu opustilo Ukrajinu přibližně 22 tisíc učitelů, k 27. květnu už 26 tisíc pedagogů.

### Vzdělávání na okupovaných územích
Na dočasně okupovaných územích nutí okupanti děti chodit do škol, kde se učí podle ruského programu. Podle starosty Melitopolu Ivana Fedorova umisťují okupanti do škol své kasárny, děti během dne nepouštějí z budovy, prohledávají je a k učitelům jsou přiděleni ozbrojení vojáci.
Na Chersonsku okupanti nabízeli rodičům peníze za vzdělávání dětí, a ruští vojáci se chystali bydlet ve školách. Na dočasně okupovaných územích Záporožské oblasti rodičům hrozí pokutami a odebráním rodičovských práv, pokud jejich dítě nenavštěvuje „ruskou“ školu.
Podmínky vzdělávání v okupovaných školách jsou nevhodné kvůli nedostatku učitelů. V Berdjansku z 733 učitelů spolupracovalo s okupanty pouze 97, takže funkce učitelů vykonávají technici, "pracovníci" z Ruska nebo pedagogové z jiných okupovaných území, například z Mariupolu. V Mariupolu zůstává přibližně 11 tisíc školáků, kteří se učí v nevyhřívaných budovách a nuceně pletou ponožky pro ruské vojáky.
1. září 2022 se díky úspěšnému protiútoku Ozbrojených sil Ukrajiny vrátilo pod kontrolu Ukrajiny přibližně 400 škol a školních zařízení, osvobozena byla téměř celá Charkovská oblast a část Chersonské oblasti.
Na pedagogy-kolaboranty se zaměřují příslušné orgány. Proti nim byly zavedeny sankce a do poloviny září 2022 bylo zahájeno 19 trestních řízení.
K listopadu 2022 zůstává v okupaci 1 044 základních škol a přibližně tisíc mateřských škol.

### Pedagogové v ozbrojených silách
Od začátku plnohodnotné invaze vstoupilo mnoho učitelů do ozbrojených sil Ukrajiny nebo do brigád teritoriální obrany  Odvážným učitelům pomáhají dobrovolníci. Podle ministerstva školství a vědy si učitelé, kteří slouží v armádě během mobilizace nebo ve vojenské službě mezi záložníky během zvláštního období, zachovávají svůj průměrný plat. Toto ustanovení se nevztahuje na učitele sloužící na základě smlouvy.
Na konci července byli od mobilizace osvobozeni učitelé škol. A na začátku prosince podpořil výbor Nejvyšší rady pro vzdělávání návrh zákona o odkladu mobilizace pro předškolní a mimoškolní pedagogy, kteří tuto činnost vykonávali do 24. února 2022.

### Zničené vzdělávací instituce
Vzdělávací instituce všech úrovní, od mateřských škol po univerzity, byly poškozeny nebo zcela zničeny kvůli ruské armádě, okupanti často umisťují do škol munici a personál.
Ministerstvo školství a vědy spustilo web, který eviduje ztráty:
- 3428 vzdělávacích zařízení bylo poškozeno bombardováním a ostřelováním,
- 365 bylo zcela zničeno.[49]

Na frontových a deokupovaných územích probíhají kroky k obnově poškozených budov a technického vybavení díky iniciativám neziskových organizací, nadací a místních úřadů.

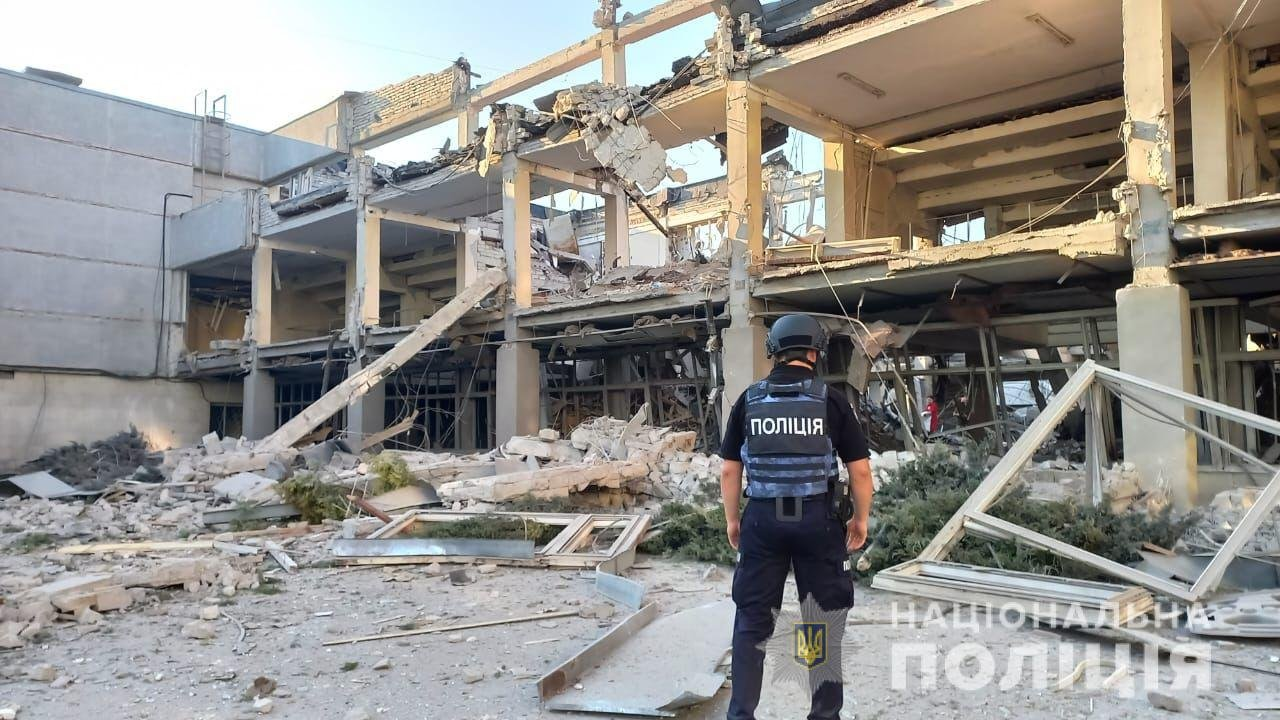
Jedna z budov Charkovské národní pedagogické univerzity po ruském ostřelování v noci na 6. července 2022

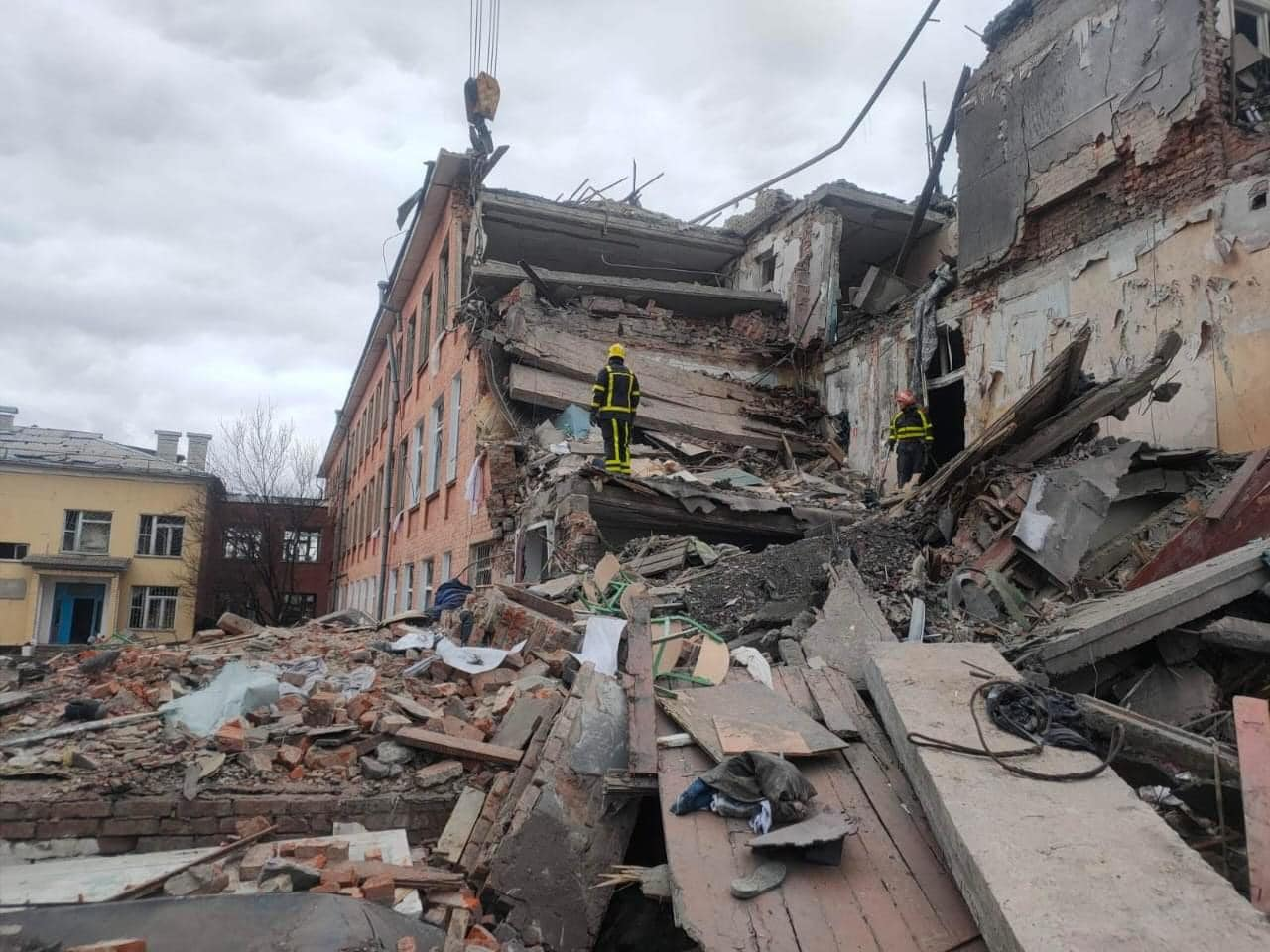
Ukrajinští záchranáři kontrolují pozůstatky 18. školy v Černihivu po bombardování 3. března 2022 během ruské invaze

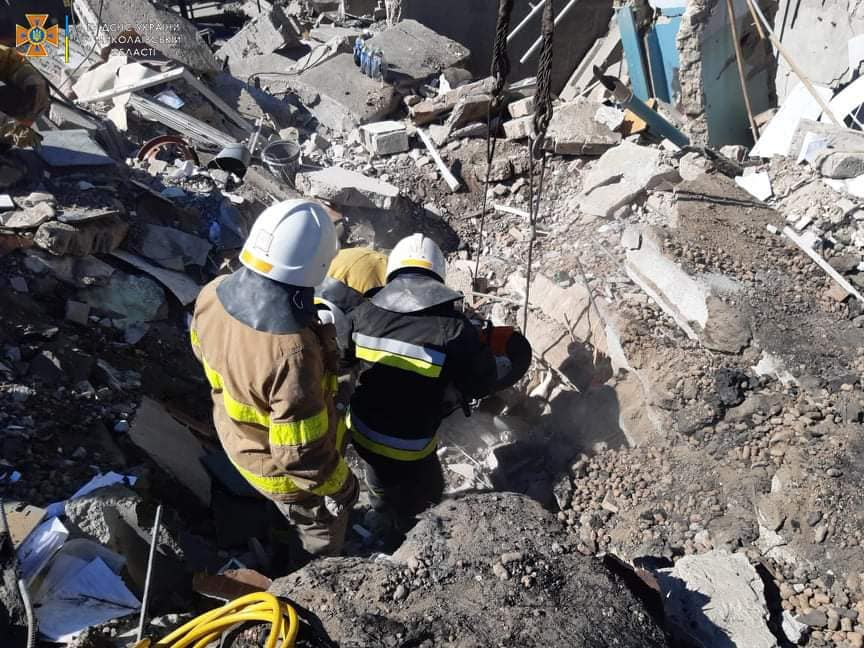
Škola ve vesnici Zelenyj Haj (Mykolajivský rajón, Mykolajivská oblast Ukrajiny) byla zničena leteckým útokem během ruské invaze, 13. března 2022

## Reformy vzdělávání v nezávislé Ukrajině

### 1990–1999

#### 1991
První zákon o vzdělávání na Ukrajině byl přijat 25. května 1991 a spolu se státním národním programem „Vzdělávání“ se stal základem pro reformy v následujících letech. V prvním roce nezávislosti bylo na Ukrajině téměř 20 900 škol, dnes jich je méně než 17 000.
První školní učebnice se tisknou a upravují. Ministr školství Petro Talanchuk kontroloval obsah všech nových učebnic. V Talančukově kanceláři byl stojan, kam se přímo z tiskárny přinášely všechny nové výtisky. Učebnice byly plné šovinismu, takže počet oprav byl obrovský. Nové nástěnné mapy se netiskly, a proto učitelé kreslili hranice Ukrajiny fixy.

#### 1997–1998
Reforma vysokoškolského vzdělávání na Ukrajině. Zahájeno zavádění dvoustupňového vzdělávání, zaveden nový seznam směrů a specializací. Probíhá přechod na nové profesní programy přípravy odborníků s vysokoškolským vzděláním.

### 2000–2009

#### 2000
Zavedení 12-bodového systému hodnocení.Nový systém hodnocení nahradil sovětský pětibodový systém.

#### 2002
Dvanáctiletý systém vzdělávání byl poprvé zaveden v roce 2002 z iniciativy ministra školství Vasila Kremenia. Žákům bylo slíbeno snížení zátěže a další čas na zvládnutí složitých programů. Hodnocení podle 12-bodového systému mělo začínat až od 4. třídy.

#### 2005
Ukrajina se připojila k Boloňskému systému vzdělávání. Student musí získat hodnotící body a dostane verdikt v sedmistupňovém systému ECTS. Díky Boloňskému systému Ukrajina získala rozdělení vysokoškolského vzdělávání na bakalářské a magisterské. První je obecné vysokoškolské vzdělání, které trvá od tří let. Druhé je vyšší specializované vzdělání.

#### 2006
Rovné právo na vstup na vysoké školy: žáci oficiálně skládají ZNO. Nezávislé hodnocení ve školách se chtělo zavést už v roce 1993 – tehdy byla učiněna první neúspěšná pokus o vytvoření školních testů. Pilotní testování probíhalo v letech 2002–2005, ale na oficiální úrovni bylo ZNO zavedeno až v roce 2006 pod patronátem ministra školství Ivana Vakarchuka. Začíná fungovat Ukrajinské centrum hodnocení kvality vzdělávání.

### 2010–2019

#### 2010
Školy se vrátily k 11letému systému vzdělávání. Studenty tehdy motivovali tím, že 12letý systém se neosvědčil a jeho financování je příliš nákladné. Janukovycha vláda dokonce chtěla zavést 10l-etý systém, ale MON (Ministerstvo školství a vědy Ukrajiny) to nedovolilo.

#### 2012
Zavádění elektronických učebnic. Do té doby v Zákoně Ukrajiny „O vzdělávání“ existoval pouze pojem tištěné učební publikace. Digitální éra diktuje svá pravidla: od této chvíle jsou oficiálně považovány za učební publikace také e-učebnice, e-příručky, e-slovníky.

#### 2014
Tisíce dětí z anektovaného Krymu a okupovaných oblastí Donbasu opouští své školy. Po Revoluci důstojnosti (Euromajdan) a anexi Krymu musí země zajistit vzdělání pro více než 145 tisíc uprchlíků. Žáci jsou rychle začleněni do vzdělávacího procesu.
Reformuje se vysokoškolské vzdělávání. Kvalitu nově kontroluje nezávislá Národní agentura pro zajišťování kvality vysokoškolského vzdělávání. Vysoké školy mohou zavádět vlastní programy, otevírat účty, brát úvěry a nakládat s majetkem a příjmy. Zrušil se titul specialisty. Ukrajina má nyní pět vzdělávacích a kvalifikačních stupňů: mladší bakalář, bakalář, magistr, doktor filozofie, doktor věd.

#### 2017
Přijat nový Zákon Ukrajiny „O vzdělávání“. Nahrazuje stejnojmenný zákon z roku 1991. Zákon výrazně zvyšuje platy učitelů, rozšiřuje autonomii škol, mění pravidla pro certifikaci a zvyšování kvalifikace pedagogů, deklaruje přidělování vzdělávacích dotací všem vzdělávacím institucím, kde žáci získávají úplné střední vzdělání. Ředitel může školu vést 6 let, nejvýše však dvě funkční období po sobě.
Přechod na 12leté vzdělávání. Jedním z hlavních postulátů nového vzdělávacího zákona je 12letý vzdělávací cyklus ve školách: pouze tento druhý pokus zavést 12leté vzdělávání na Ukrajině se ukázal jako úspěšný. Střední vzdělání je rozděleno na tři úrovně: základní vzdělání trvající čtyři roky, nižší střední vzdělání trvající pět let a profilové střední vzdělání trvající tři roky.
Vzniká Nová ukrajinská škola (NUSH). Školy přecházejí na nový státní standard základního vzdělávání. Za zahájení reformy odpovídá ministryně školství Lilija Hrinevych. Cílem NUSH (Nova Ukrajinská škola) je vytvoření nového vzdělávacího prostředí a obsahu vzdělávání. V roce 2019–2020 nastoupilo do Nové ukrajinské školy přibližně 426 tisíc prvňáčků.
Na Ukrajině se poprvé uděluje Global Teacher Prize Ukraine.
Přijat zákon o inkluzivním vzdělávání. Zakotveno právo na vzdělávání dětí se speciálními vzdělávacími potřebami. To jim umožňuje studovat ve všech vzdělávacích institucích. Poprvé jsou definovány pojmy „osoba se speciálními vzdělávacími potřebami“, „inkluzivní vzdělávání“.

#### 2018
Ukrajina se poprvé účastní PISA. Výsledky ukázaly, že Ukrajina se umístila ve středu seznamu. Vzhledem k tomu, že PISA 2018 odhalila problém s matematickou gramotností žáků, byl školní rok 2020–2021 vyhlášen Rokem matematiky na Ukrajině.
Na legislativní úrovni byla zavedena odpovědnost nejen za spáchání šikany, ale i za utajování případů šikany.

#### 2019
Zavedeno dobrovolné ZNO pro učitele. Učitelé mají možnost absolvovat třífázovou certifikaci na vlastní žádost. Úspěšné složení ZNO s hodnocením teoretických a praktických dovedností přináší učitelům 20% navýšení platu.

### 2020–2029

#### 2020
Kvůli pandemii covidu-19 se ve školách poprvé učí distančně. 12. března byly všechny školy na Ukrajině uzavřeny do karantény, což bylo největší výzvou pro vzdělávací systém. Ukrajina neměla jednotnou online platformu ani metodické doporučení. Pedagogové se učili distanční výuku od základu, testovali platformy a vedli hodiny přes ZOOM.
Celoukrajinská škola online vysílá televizní lekce. Na jaře 2020 byly vytvořeny televizní lekce v rámci projektu „Celoukrajinská škola online“. V prosinci MON (Ministerstvo školství a vědy Ukrajiny) společně s Ministerstvem digitálních záležitostí, UIED a veřejnou organizací „Osvitoria“ vytvořili a představili národní online platformu „Celoukrajinská škola online“ pro 5.–11. třídy.
Všechny školy přecházejí na státní jazyk (ukrajinský). Školy, kde se ještě vyučují předměty v ruštině, rumunštině nebo jiném jazyce, učí od září děti ukrajinštinu. Jazyky národnostních menšin se vyučují v příslušných hodinách.
Žáci mohou samostatně volit předměty a vzdělávací dráhu. Tyto novinky byly schváleny spolu se Zákonem „O úplném středním vzdělávání“. Žáci a učitelé získávají nebývalou svobodu. Žáci si mohou podle vlastního přání vybrat kurz nebo předmět, děti se zdravotním postižením si mohou vytvořit individuální vzdělávací plán. Pedagogové konečně získají vytouženou autonomii: mohou sami vytvářet programy a vlastní systémy hodnocení.

#### 2021
V roce 2021 se ukázalo, že distanční a smíšené vzdělávání zůstanou dlouhodobě součástí našeho života. Problémy zahrnují nedostatek zařízení a internetu a nízkou digitální gramotnost učitelů. Užitečné byly lekce pro 5.–11. třídy od platformy „Celoukrajinská škola online“.
Schválena typová vzdělávací program pro 5.–9. třídy, které budou vyučovány podle nového standardu základního vzdělávání.
Ve školách se testují e-deníky a e-žurnály. MON (Ministerstvo školství a vědy Ukrajiny) zavádí službu E-Journal, která umožňuje vést elektronickou evidenci údajů o žácích, rozvrh hodin, docházku a domácí úkoly. Připojit se k E-Journal může každá základní škola, která zašle žádost Institutu vzdělávací analýzy.
Zvýšila se průměrná mzda ve školství. Na jaře 2021 činila průměrná mzda ukrajinských učitelů 10 859 hřiven, což je 80,2 % průměru v ekonomice. Ale přesto začínající učitel dostává pouze 2 hřivny a 31 kopějek za výuku jednoho žáka na jedné hodině.

#### 2022–2023
Šesté třídy začaly studovat podle nového státního standardu na celostátní úrovni, zatímco v pilotních školách NUSH (Nova Ukrajinská škola) pokračovala až do sedmých tříd. MON (Ministerstvo školství a vědy Ukrajiny) a Ministerstvo digitálních záležitostí představily Globální inovační vizi pro vzdělávání do roku 2030. Byla také schválena cestovní mapa evropské integrace ve vzdělávání a vědě do roku 2027 a Národní strategie rozvoje inkluzivního vzdělávání do roku 2030.
Národní multipředmětový test (NMT), vytvořený v roce 2022 jako dočasná alternativa ZNO, nebyl jednorázovým řešením. V roce 2023 obsahoval úkoly ze dvou povinných předmětů – ukrajinštiny a matematiky. Třetí předmět si mohli uchazeči vybrat sami.

#### 2023-2024
Prezident Zelenskyj předložil zákon o používání angličtiny na Ukrajině, který zahrnuje povinné skládání zkoušky z angličtiny během ZNO nebo NMT. Zákon byl schválen v červnu 2024. Navzdory válečnému stavu pokračovala reforma školního stravování a byla schválena strategie reformy na roky 2023–2027. Vláda také podpořila zavedení systému „EvaluEd“ pro externí a interní hodnocení vzdělávacích procesů.
Zvýšení platů. Od 1. ledna 2024 se platy zvýšily o 10 % na 7700 hřiven, od 1. dubna o dalších 12,6 % (přibližně +1000 hřiven).
Reforma středních škol: Od roku 2024 začne reforma středních škol, která zavede 12letý vzdělávací program a profilové vzdělávání v horních ročnících. Školy budou rozděleny na základní, střední a vyšší. Všechny úrovně budou muset být umístěny v samostatných budovách. Do 1. září 2024 musí krajské a městské rady určit, které školy budou základní, střední a lycea pro horní ročníky.
Reforma vysokých škol: Reforma vysokých škol zahrnuje zrušení večerní a dálkové formy studia, optimalizaci univerzit (některé budou uzavřeny nebo reorganizovány) a změnu systému stipendií. Stipendia budou poskytována formou grantů na pokrytí nákladů na studium. Také byla obnovena formulová financování vysokých škol, kde mzdy učitelů nebudou záviset na počtu studentů.
Vojenská příprava: Na předmět „Ochrana Ukrajiny“ bylo vyčleněno téměř 2 miliardy hřiven. Finanční prostředky jsou určeny na nákup materiálů a přípravu učitelů. Posílí se také vojenské katedry na vysokých školách.
Mobilizace ve vzdělávání: Odklad vojenské služby bude zachován pro studenty, asistenty-stážisty, doktorandy, učitele s vědeckými tituly a učitele pracující na minimálně 0,75 úvazku ve středních a vysokých školách. Odklad bude také pro doktorandy a učitele na plný úvazek a studenty denního a duálního studia.
Změny ve vstupu na vysoké školy: V roce 2024 budou studenti opět skládat státní závěrečné zkoušky ve 4., 9. a 11. třídě. NMT-2024 bude mít čtyři předměty, z nichž tři jsou povinné: ukrajinština, dějiny Ukrajiny, matematika a jeden volitelný předmět. Vstup na bakalářské nebo magisterské programy ve veterinárním, lékařském a farmaceutickém směru bude možný s certifikáty ZNO 2021 nebo NMT 2022–2024. Některé vysoké školy už nebudou přijímat studenty na programy mladšího bakaláře. Pro umělecké obory bude kromě talentové zkoušky nutné složit NMT nebo mít certifikát ZNO 2021.